# Скафа (Фрозиноне)
Скафа је насеље у Италији у округу Фрозиноне, региону Лацио.
Према процени из 2011. у насељу је живело 296 становника. Насеље се налази на надморској висини од 213 м.